# Campionati europei di atletica leggera 2014 - Staffetta 4×400 metri maschile
La staffetta 4×400 metri maschile ai campionati europei di atletica leggera di Zurigo 2014 si è svolta il 16 e 17 agosto 2014 al Stadio Letzigrund.

## Podio
| Oro     | Conrad Williams, Matthew Hudson-Smith, Michael Bingham, Martyn Rooney, Nigel Levine, Rabah Yousif Gran Bretagna |
| Argento | Rafał Omelko, Kacper Kozłowski, Łukasz Krawczuk, Jakub Krzewina, Andrzej Jaros, Michał Pietrzak Polonia         |
| Bronzo  | Mame-Ibra Anne, Teddy Venel, Mamoudou Hanne, Thomas Jordier Francia                                             |

## Programma
| Data           | Ora   | Evento         |
| -------------- | ----- | -------------- |
| 16 agosto 2014 | 16:48 | Qualificazione |
| 17 agosto 2014 | 15:42 | Finale         |

Ora locale (UTC+2).

## Risultati

### Qualificazione
Le prime tra nazioni di ogni gruppo (Q) e i successivi due migliori tempi (q) accedono alla finale. 
| Class | Gruppo | Corsia | Nazione       | Atleti                                                                 | Tempo   | Note                                     |
| ----- | ------ | ------ | ------------- | ---------------------------------------------------------------------- | ------- | ---------------------------------------- |
| 1     | 1      | 1      | Gran Bretagna | Nigel Levine, Michael Bingham, Rabah Yousif, Martyn Rooney             | 3:00.65 | Q                                        |
| 2     | 1      | 5      | Francia       | Mame-Ibra Anne, Teddy Venel, Mamoudou Hanne, Thomas Jordier            | 3:00.80 | Q,                                       |
| 3     | 1      | 3      | Germania      | Thomas Schneider, Miguel Rigau, David Gollnow, Jonas Plass             | 3:02.41 | Q,                                       |
| dq    | 2      | 4      | Russia        | Nikita Uglov, Pavel Ivashko, Pavel Trenikhin, Vladimir Krasnov         | 3:03.19 | Q                                        |
| 5     | 2      | 5      | Polonia       | Michał Pietrzak, Kacper Kozłowski, Andrzej Jaros, Rafał Omelko         | 3:03.52 | Q,                                       |
| 6     | 2      | 2      | Irlanda       | Brian Gregan, Brian Murphy, Richard Morrissey, Thomas Barr             | 3:03.57 | Q,                                       |
| 7     | 2      | 7      | Belgio        | Julien Watrin, Antoine Gillet, Michaël Bultheel, Kévin Borlée          | 3:03.83 | q                                        |
| 8     | 1      | 4      | Rep. Ceca     | Jan Tesař, Daniel Němeček, Michal Desenský, Patrik Šorm                | 3:04.07 | q,                                       |
| 9     | 2      | 8      | Spagna        | Pau Fradera, Samuel García, Lucas Búa, Mark Ujakpor                    | 3:04.68 | Miglior prestazione personale stagionale |
| 10    | 1      | 2      | Italia        | Davide Re, Michele Tricca, Lorenzo Valentini, Matteo Galvan            | 3:04.74 | Miglior prestazione personale stagionale |
| 11    | 1      | 7      | Paesi Bassi   | Bjorn Blauwhof, Terrence Agard, Obed Martis, Liemarvin Bonevacia       | 3:05.93 | [ 1 ]                                    |
| 12    | 2      | 3      | Turchia       | BBatuhan Altıntaş, Halit Kiliç, İlham Tanui Özbilen, Yavuz Can         | 3:07.68 |                                          |
| 13    | 1      | 8      | Danimarca     | Festus Asante, Andreas Bube, Nick Ekelund-Arenander, Nicklas Hyde      | 3:08.12 |                                          |
| 14    | 2      | 6      | Svizzera      | Silvan Lutz, Daniele Angelella, Philipp Weissenberger, Johannes Wagner | 3:08.63 | Miglior prestazione personale stagionale |
| 15    | 2      | 1      | Croazia       | Staša Vrhovec, Mateo Kovačić, Yann Eloi Senjarić, Mateo Ružić          | 3:12.73 |                                          |
| -     | 1      | 6      | Ucraina       | Vitaliy Butrym, Yevhen Hutsol, Danylo Danylenko, Volodymyr Burakov     | dq      | R 163.2                                  |

### Finale
| Class   | Corsia | Nazione       | Atleti                                                                | Tempo        | Note                                     |
| ------- | ------ | ------------- | --------------------------------------------------------------------- | ------------ | ---------------------------------------- |
| Oro     | 5      | Gran Bretagna | Conrad Williams, Matthew Hudson-Smith, Michael Bingham, Martyn Rooney | 2:58.79      | EL                                       |
| dq      | 3      | Russia        | Maksim Dyldin, Pavel Ivashko, Nikita Uglov, Vladimir Krasnov          | dq (2:59.38) | NR                                       |
| Argento | 4      | Polonia       | Rafał Omelko, Kacper Kozłowski, Łukasz Krawczuk, Jakub Krzewina       | 2:59.85      | Miglior prestazione personale stagionale |
| Bronzo  | 6      | Francia       | Mame-Ibra Anne, Teddy Venel, Mamoudou Hanne, Thomas Jordier           | 2:59.89      | Miglior prestazione personale stagionale |
| 4       | 8      | Irlanda       | Brian Gregan, Mark English, Richard Morrissey, Thomas Barr            | 3:01.67      | Record nazionale                         |
| 5       | 7      | Germania      | Kamghe Gaba, Miguel Rigau, Jonas Plass, Thomas Schneider              | 3:01.70      | Miglior prestazione personale stagionale |
| 6       | 2      | Belgio        | Julien Watrin, Kévin Borlée, Michaël Bultheel, Stef Vanhaeren         | 3:02.60      | Miglior prestazione personale stagionale |
| 7       | 1      | Rep. Ceca     | Jan Tesař, Daniel Němeček, Michal Desenský, Patrik Šorm               | 3:04.56      |                                          |